# 후지카와 고지
후지카와 고지(일본어: 藤川 康司, 1978년 10월 7일 ~ )는 일본의 전 축구 선수이다.

## 구단 경력
과거 교토 퍼플 상가, 오이타 트리니타, 사간 도스, 카탈레 도야마에서 활동하였다.